# إتش جي. جونز
إتش جي. جونز (بالإنجليزية: H. G. Jones)‏ هو أمين الأرشيف ومؤرخ وأمين مكتبة أمريكي، ولد في 7 يناير 1924 في مقاطعة كاسويل في الولايات المتحدة، وتوفي في 14 أكتوبر 2018 في بيتسبورو في الولايات المتحدة.